# Dirca des marais
Dirca palustris
Espèce
Dirca palustris, le dirca des marais ou bois de plomb, est une espèce plantes à fleurs de la famille des Thyméléacées, originaire de l'est de l'Amérique du Nord. C'est un arbuste que l'on reconnaît facilement au toucher, car ses rameaux sont souples et flexibles. 
Peu commun, on le trouve dans les bois riches. Le dirca des marais peut être confondu avec le Lindera, qui porte aussi de petites fleurs jaunes apparaissant avant les feuilles. Son plus proche parent, le dirca occidental, est présent dans la région de la baie de San Francisco. L'épithète de l'espèce palustris signifie "du marais" et désigne son habitat.

## Caractéristiques

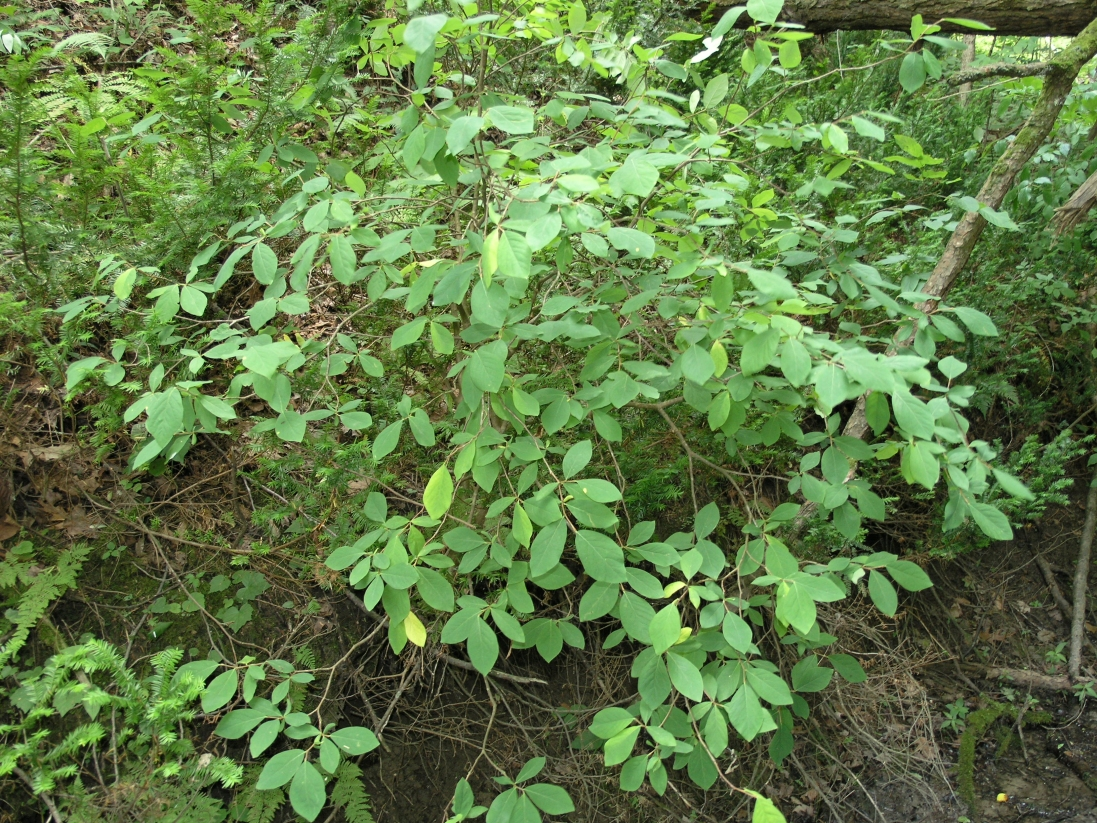
Port de D. palustris. Taxus canadensis (if du Canada) en arrière-plan. Ravin boisé dans l'ouest de l'Indiana, aux États-Unis.

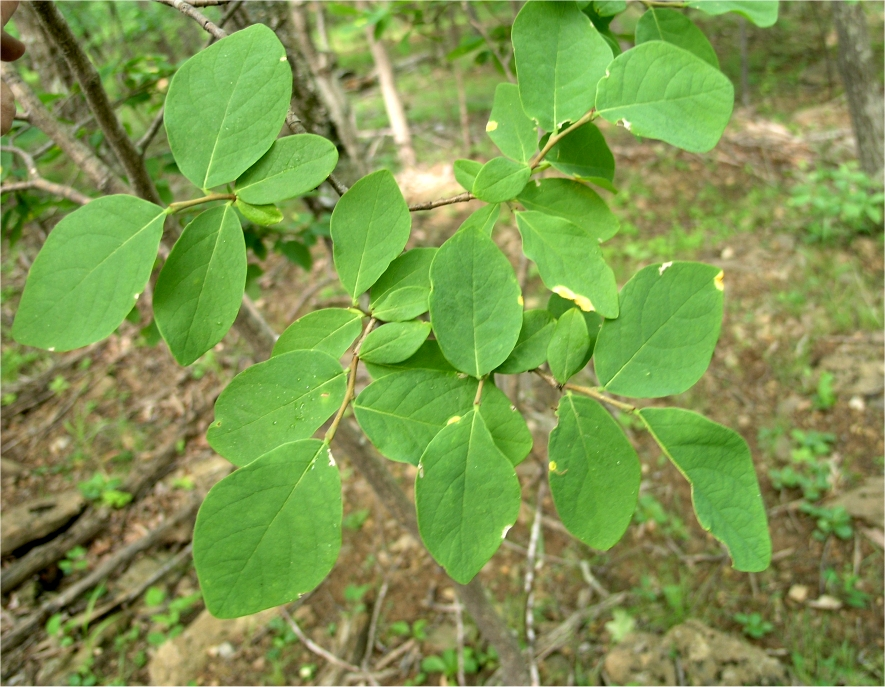
D. palustris, rameaux et feuilles. Près de North Fork Mountain, en Virginie occidentale, aux États-Unis.

Le dirca des marais est un arbuste ramifié à croissance lente, mesurant au plus 3 mètres de haut. Les tiges sont plutôt minces, d'un brun pâle devenant olivâtre avec l'âge. Elles portent de petits lenticelles blancs. Les feuilles sont alternes, plutôt glabres, de forme elliptique ou obovée et portées sur un très court pétiole. Les fleurs jaune verdâtre sont sessiles et apparaissent, pour une courte durée, avant l'apparition des feuilles au printemps. Le fruit est une petite drupe d'environ un centimètre de diamètre.
Même si on le nomme le dirca des marais, cet arbuste pousse dans les dépressions humides des forêts de feuillus. Il est observable dans les érablières. 

## Écologie
Le dirca des marais est surtout présent dans l'est du Canada et des États-Unis.

## Utilisation
Le bois des rameaux est souple et flexible. Les amérindiens l'utilisait pour faire des courroies et des lignes à pêche, d'où son nom anglais de Leather-wood. On l'utilisait aussi pour tresser des paniers.
Au Québec, on faisait bouillir quelques tiges de dirca des marais avec de la sève d'érable, pour jouer des tours, car le dirca est reconnu pour ses propriétés laxatives.

## Culture
Même s'il est rarement cultivé comme plante ornementale, le dirca des marais se prête bien à la naturalisation. La coloration jaune du feuillage à l'automne est intéressante, tout comme la floraison très hâtive au printemps . L'arbuste se plaît dans les sols riches et humides et il pousse bien à l'ombre. 
On ne lui connaît aucun parasite sérieux. Il est parfois l'hôte des cochenilles.
On peut multiplier la plante par semis. Les graines sont semées dès qu'elles sont matures et elles nécessitent une stratification d'environ trois mois. Semées à l'automne, on obtient un taux de germination d'environ 54% au printemps. La plante est difficile à multiplier par bouturage.